# Нове Село (Вилоцька селищна громада)
Нове́ Село́ (угор. Tiszaújhely) — село у Вилоцькій селищній громаді Берегівського району Закарпатської області України.
На захід від Нового села виявлено кам'яну шліфовану сокиру.

## Герб
Лазуровий щит перетятий. У першій частині на трьох зелених пагорбах, середній вище, обтяжених срібною хвилеподібною балкою, що супроводжується зверху срібною геральдичною трояндою з лазуровою облямівкою, дві золотих співобернених лисиці, що тримають у лапах срібну перекинуту стрілу, і супроводжуються в правому верхньому кутку золотим усміхненим сонцем, в лівому верхньому кутку - срібним півмісяцем із людським обличчям. У другій частині червоне увігнуте вістря, обтяжене рукою в срібних обладунках, що тримає срібну шаблю, і супроводжуване праворуч Дівою Марією, з золотим німбом і короною, в срібному одязі і червоному плащі, що тримає в правій руці немовля з золотим німбом і золотою державою, а в лівій руці золотий посох, супроводжуваною з обох боків двома золотими шестипроменевими зірками, а ліворуч - срібним рогом достатку із зеленим перцем, золотим колосом і червоним яблуком.

## Історія
Перші письмові згадки про Нове Село припадають на 1360 рік під назвою Huihel. Село було заселено родиною Гонт-Пазмань яке вони отримали від короля Андрія III. Від них походили колишні господарі села, члени родини Уйгей, які взяли своє ім'я звідси. До 1946 року — Уйгей, Тісоуйгей. Назва походить від прізвища землевласників — родини Уйгеї, яка бере свій початок від видатного вождя Гунт-Пазманя, що прийшов до Угорщини за часів святого Іштвана. Сучасна назва — невдалий за змістом переклад з угорської мови.
Відомий краєзнавець Елек Фийнєш повідомляв: « Землі села родючі, особливо підходять для чистої пшениці, луки можуть бути кошені двічі. Поселення має великий фільварочний ліс.»
Село відоме також і з судових спорів в 1500-х роках між Уйгеї Дьєрдєм і Бекені Мікловшом із Тисобикеня за землі, які прилягали до Тиси. Справа в тому, що річка міняла русло, порушуючи узаконені розміри їх володінь.
29 і 30 серпня 1717 року на Угочанський комітат здійснили набіг татаро-турецькі війська, вони увірвалися в Нове Село, з якого забрали 9 чоловік. Жителі села брали активну участь в революції 1848-1849-х років. У відповідь на заклик революційного уряду в червні 1848 року в склад 2-ї роти Національної гвардії, яка дислокувалася в Угочанському комітаті, село делегувало 64-х гвардійців, До речі, одним із перших організаторів цієї роти був Уйгеї Йожеф.
на сільських землях був млин Чергеш, хутори Герцега, Уйгеї, Фінта, Кадарча.

В центрі села знаходиться цікава архітектурна пам'ятка — садиба заможної та знатної родини Уйгей (орієнтовно — кінець 19 ст.). На даний час в будівля, яка використовувалась як школа та дитячий садок, пустує та стрімко занепадає.

### Присілки
Чонкаш
Чонкаш - колишнє село в Україні, в Закарпатській області.
Об'єднане з селом Нове село  рішенням облвиконкому Закарпатської області №155 від 15.04.1967
Згадка у XIX столітті

## Релігія

### храм Різдва пр. богородиці. 1925.
В 1751 р. йдеться про дерев'яну церкву з вежею, забезпечену всіма гарними образами.

Дерев'яну церкву датували 1763 p., але це, очевидно, дата перебудови (або перевезення), бо дерев'яну церкву, що стояла тоді в селі і була перевезена в 1928 р. в сусіднє село — Руську Долину, датують XV ст. Мабуть, тоді розібрано гарну каркасну дзвіницю, що стояла біля церкви.
Докладніше: Церква Стрітення Господнього (Руська Долина)
Теперішня церква — типова мурована базиліка. У 1991 р. храм повернуто греко-католикам. Над дверима до нави напис угорською: «Збудували Біров і Ґейці 1924—1926».
Напис нижче, від 21 жовтня 1972 p., повідомляє що малювання в церкві виконали Василь Гудан, Степан Маді і Балінт Маді. Місцевий парох Дезидерій Гарайда був ув'язнений у радянських таборах з 1950 до 1955 р.
В користуванні реформатської громади пам'ятник архітектури. Про його вік різні джерела називають різні цифри. Так в «Історії міст і сіл України. Закарпатська область» на сторінці 219 сказано, що він побудований у ХУ столітті. Ботлік Йожеф і Дупко Дьєрдь в книзі «Magyarlakta telepulesek ezredeve karpatolyan» (сторінка 174) пишуть, що церкву побудували в 1236 році, у книжці «Karpatalyai reformatustemplomok» (ст. 90) — в 1220 році. Взагалі, встановити точну дату її будівництва ще не вдалося.
Згідно переказів, костел для католиків збудувала Уйгеї Юстинія. При набігах татар вежа церкви була пошкоджена і тільки в 1895 році відновлена. На прицерковному майданчику знайшли скелети дорослих і дітей. З цього можна зробити висновки, що біля церкви вбивали жителів села. Після перемоги реформації власники села разом із католиками перейшли в реформатську віру, так церква стала реформатською.
В 1913 році церкву перекрили, бо напередодні згоріла покрівля. Є два дзвони. На них надписи, що на пожертвування реформатської громади села під час служіння пастора Сийп Ференца і куратора Дєврі Іштвана в 1909 році вилиті в Шопроні Шелтенгофером Фрідєшом і його синами.
Зараз на вежі дзвони вилиті Егрі Ференцом в Малих Геївцях в 1926 році з написом: «Під час великої війни 1914—1919 передані на гарматне залізо дзвони замінені вилитими на пожертвування тісоуйгеївської реформатської громади при пасторі Сийп Ференцеві і кураторі Уйгеї Йожефові в 1926 році».

Велику роль в житті церкви відіграв пастор Сийп Ференц, який в 1895 році побудував вежу і парафію. Ремонт внутрішній і зовнішній зробили в 1985 році при душпастирі Горкої Борно. До речі, парафію від громади забрали в радянський період і довго не віддавали назад, а повернули тоді, коли це вже були руїни. Вірники вирішили, що побудувати нову парафію буде вигідніше, ніж реставрувати стару. Зараз ведеться її спорудження. Обслуговує громаду пастор Габор Гомокі.

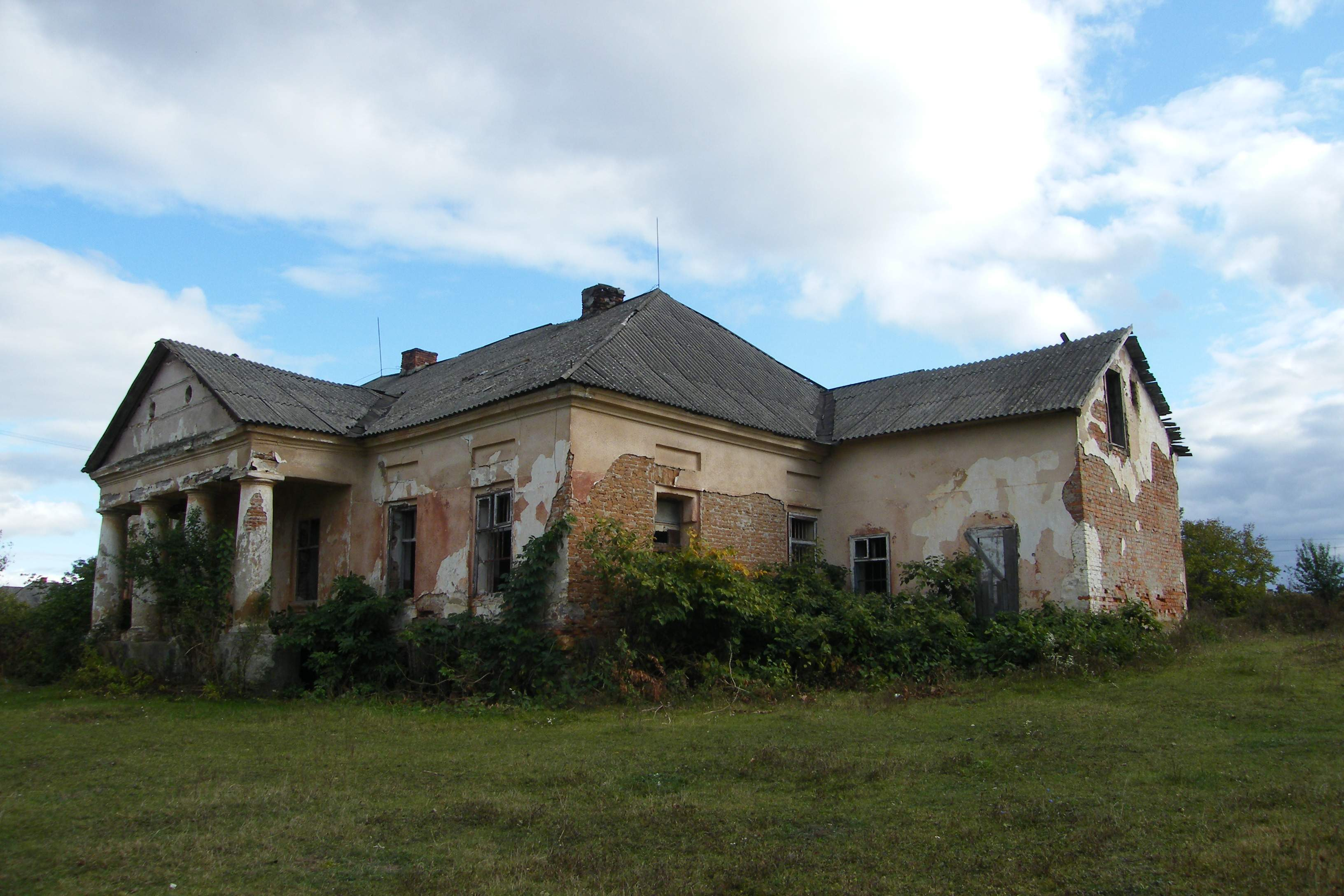
Колишня садиба родини Уйгей

## Населення
Згідно з переписом УРСР 1989 року чисельність наявного населення села становила 1741 особа, з яких 837 чоловіків та 904 жінки.
За переписом населення України 2001 року в селі мешкало 1856 осіб.

### Мова
Розподіл населення за рідною мовою за даними перепису 2001 року:
| Мова       | Відсоток |
| ---------- | -------- |
| угорська   | 68,47 %  |
| українська | 31,21 %  |
| російська  | 0,27 %   |
| єврейська  | 0,05 %   |

## Туристичні місця
- садиба заможної та знатної родини Уйгей (орієнтовно — кінець 19 ст.)
- храм Різдва пр. Богородиці. 1925